# Balon od sapunice
Balon od sapunice vrlo tanak sloj sapuna i vode u obliku sfere. Mjehurići su obično stabilni samo nekoliko trenutaka, i na površini se mogu vidjeti boje duge. Osjetljivi su na dodir s čvrstim predmetima.
Često se rabi kao dječja igračka, ali može biti zanimljivo i za odrasle osobe. Balon od sapunice može pomoći u rješavanju složenih matematičkih problema prostora. Ponekad se rabi i kao sinonim.

## Vanjske poveznice
- Moja radionica
- Eksperimenti  Arhivirana inačica izvorne stranice od 25. siječnja 2010. (Wayback Machine)